# Embarras ecclésiastique

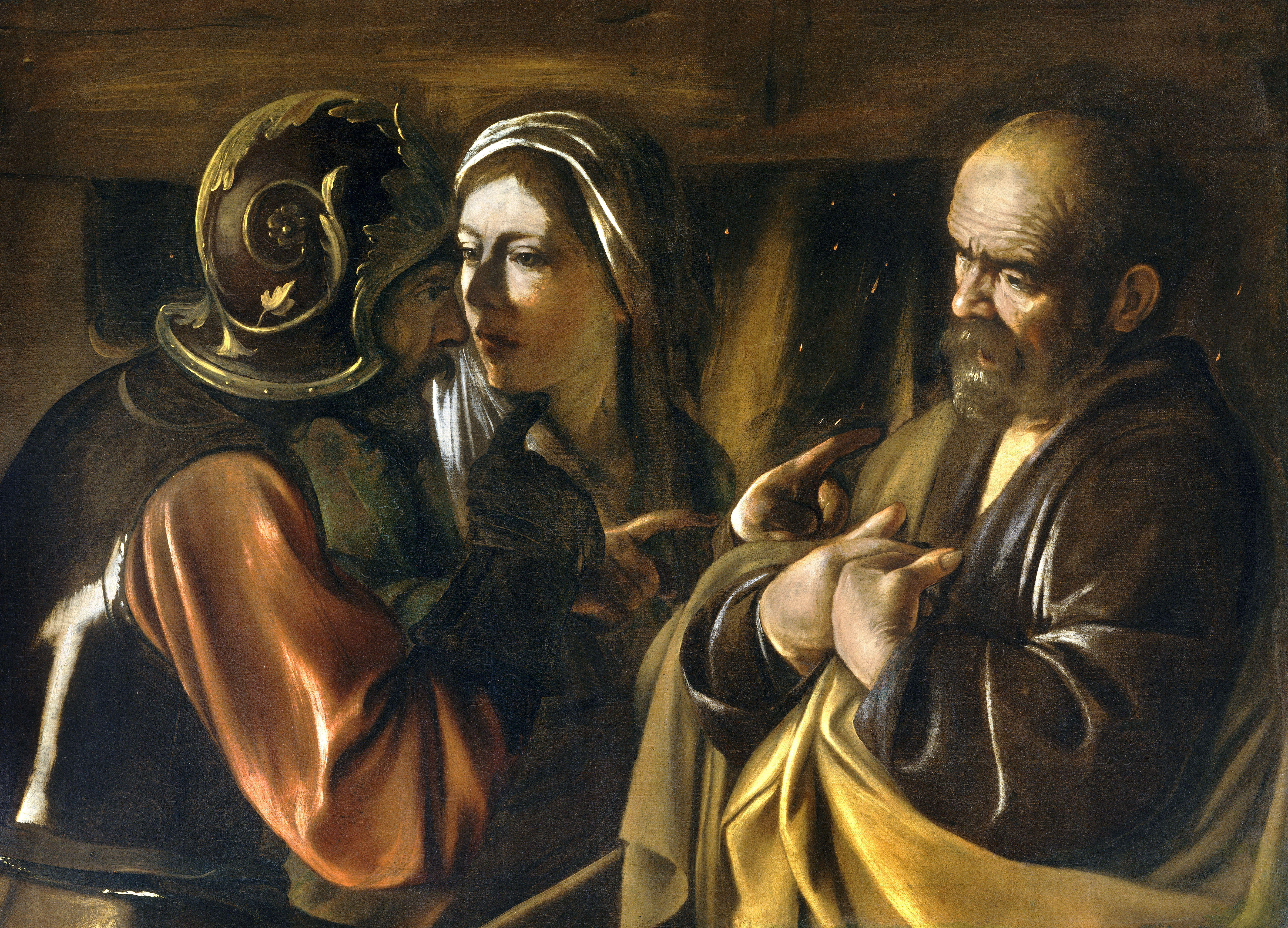
Le reniement de Pierre, représenté ici par Le Caravage, est l'un des épisodes qui correspondent au critère de l'embarras ecclésiastique.

L'embarras ecclésiastique est l'un des cinq principaux critères d'historicité utilisés par les historiens et les spécialistes de l'exégèse historico-critique de la Bible. Il sert à évaluer l'historicité d'un événement ou d'un détail mentionné dans les Écritures. Le principe en est que, si cet élément se révèle embarrassant dans le cadre d'une lecture traditionnelle, voire dogmatique, ou encore s'il a posé une difficulté aux rédacteurs des Évangiles ou à l'Église primitive, il a toutes chances d'être véridique.

## L'approche historico-critique
L'origine du concept est peut-être due à Paul Wilhelm Schmiedel dans l'Encyclopaedia Biblica (1899).
Les historiens et exégètes ont d'abord élaboré près d'une quinzaine de critères pour l'analyse des sources historiques, puis leur nombre s'est restreint à quatre critères principaux. Ils doivent être utilisés conjointement et n'ont pas une valeur absolue, l'histoire du christianisme primitif n'étant certainement pas une science exacte. En revanche, « plus le nombre de critères qu'il est possible de conjuguer est élevé, plus la présomption d'authenticité est grande ».

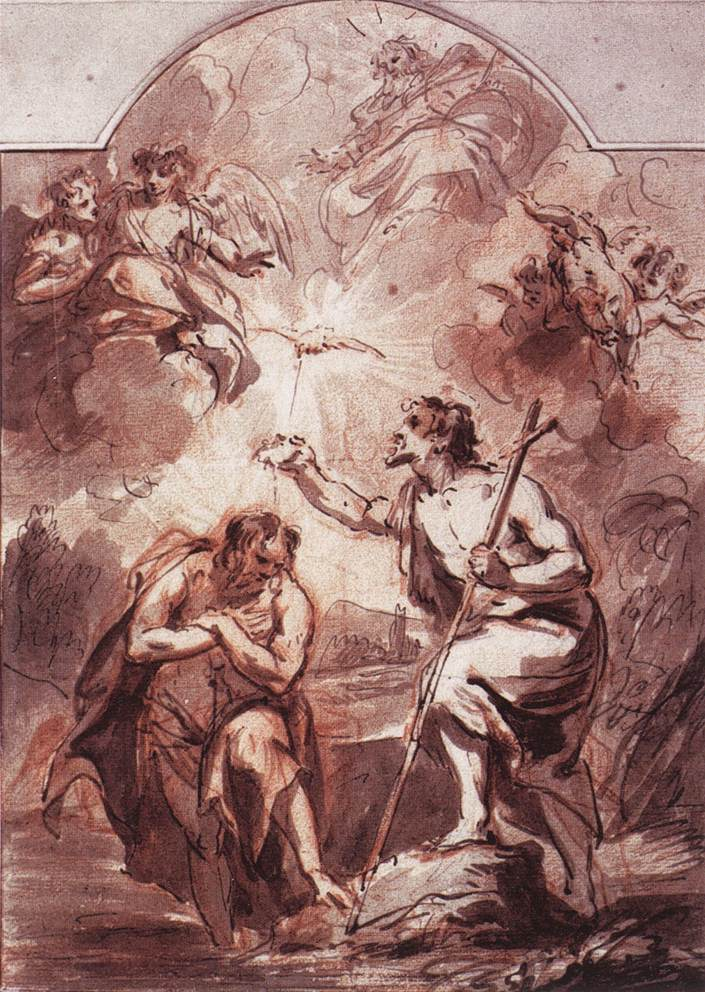
Le Baptême du Christ par Jacob de Wit.

Dans l'analyse historico-critique du Nouveau Testament, le critère de l'embarras ecclésiastique est appliqué par les chercheurs à des péricopes secondaires telles que la fuite du jeune homme nu dans l'Évangile selon Marc (Mc 14,51-52) mais aussi à un épisode majeur comme la crucifixion de Jésus, relatée dans les quatre Évangiles canoniques. La mort par crucifiement étant un mode d'exécution infamant, les travaux de l'historien athée Charles Guignebert démontrent que cette scène n'a pu être inventée par les disciples de Jésus de Nazareth : elle plaide au contraire pour l'authenticité de cette mort,. Dans la quête du Jésus historique, elle marque une rupture définitive avec la thèse mythiste.
Simon Claude Mimouni et Pierre Maraval répertorient les quatre critères d'authenticité usuels (la discontinuité historique, la continuité historique, l'attestation multiple et l'attestation cohérente), auxquels s'est ajouté l'embarras ecclésiastique : « Sont retenues les actions et les paroles de Jésus qui ont créé difficulté dans leur application au sein des premières communautés chrétiennes », par exemple le baptême de Jésus par Jean-Baptiste dans l'Évangile selon Matthieu (Mt 3,13-17) car ce récit « place le premier en situation de subordination par rapport au second, mettant l'Église en difficulté dans son conflit avec les groupes baptistes ».
John Paul Meier ajoute la trahison de Judas et le reniement de Pierre, traditions ou logia susceptibles d'embarrasser l'Église et, selon ce critère, peu suspects d'avoir été inventés. Pour l'historien Donald Akenson (en), parmi ces exemples, seul le baptême de Jésus paraît un embarras véritable et donc indicateur d'un authentique événement historique. « (1) La crucifixion n'est guère un embarras pour les auteurs du Nouveau Testament : ils l'intègrent brillamment dans un système religieux où le sacrifice de Jésus-le-Christ remplace le système sacrificiel du Second Temple. (2) Le reniement de Pierre, quoique embarrassant pour une des factions politiques du christianisme d'après 70, n'est pas quelque chose de gênant dans le récit ; il peut être considéré tout au plus comme propagande dans la bataille partisane postérieure pour le contrôle de l'Église. (3) Quant à la trahison de Judas, elle s'insère splendidement dans le récit de la Passion. »